# 에스토니아인
에스토니아인(영어: Estonians, 에스토니아어: eestlased)은 에스토니아 국적(시민권)을 가진 사람들을 지칭하거나, 에스토니아어를 모국어로 사용하는 핀우랄계 민족을 뜻한다. 현재 에스토니아에는 러시아인 같은 소수민족들이 존재하므로, 보통 에스토니아인이라고 하면 에스토니아어를 사용하는 에스토니아 민족을 가리키는 용어로 더 많이 사용된다.

## 역사
핀우그리아계 민족이 오늘날 에스토니아를 비롯한 발트 지방에 도착한 것은 늦어도 5,000 - 4,000년 전의 일로 추정된다. 고대 로마의 역사가 타키투스의 저작에 처음 "에스티"(Aestii)라는 명칭이 등장한다. 에스토니아어는 가까운 핀란드어와 같이 우랄어족 핀우그리아어파에 속하며, 약 1,000년 전에 조어가 발생한 것으로 추정되므로 두 언어가 갈라진 것은 그리 오래 전의 일이 아니다.
이들은 발트족과 상호작용하며 발트 지역에 오랫동안 거주해왔으며, 덴마크, 스웨덴, 폴란드 등의 지배를 받다가 18세기부터는 에스토니아가 러시아 제국의 영토로 넘어갔다. 19세기부터 본격적으로 민족주의가 떠오르기 시작했고 1918년 에스토니아가 독립하였다. 1940년대에는 소비에트 연방으로 편입되었다가 1991년 다시 독립하였다. 이처럼 근대에 러시아의 영향을 강하게 받은 한편 과거부터 스칸디나비아 지역과의 관계도 깊어 에스토니아인들은 스스로 발트보다는 스칸디나비아에 더 소속감을 느낀다고 조사되었는데, 여기에는 핀란드와 민족적, 언어적으로 가까운 이유도 강하게 관여한다.

## 같이 보기
- 에스토니아의 인구